# Janusz Pawłowski
Janusz Pawłowski (Sopot, 20 de julio de 1959) es un deportista polaco que compitió en judo.
Participó en dos Juegos Olímpicos de Verano en los años 1980 y 1988, obteniendo dos medallas, bronce en Moscú 1980 y plata en Seúl 1988. Ganó tres medallas de bronce en el Campeonato Mundial de Judo entre los años 1979 y 1987, y tres medallas de bronce en el Campeonato Europeo de Judo entre los años 1982 y 1986.

## Palmarés internacional
| Juegos Olímpicos   | Juegos Olímpicos      | Juegos Olímpicos  | Juegos Olímpicos |
| Año                | Lugar                 | Medalla           | Categoría        |
| ------------------ | --------------------- | ----------------- | ---------------- |
| 1980               | Moscú ( URSS)         | Medalla de bronce | –65 kg           |
| 1988               | Seúl (Corea del Sur)  | Medalla de plata  | –65 kg           |
| Campeonato Mundial |                       |                   |                  |
| Año                | Lugar                 | Medalla           | Categoría        |
| 1979               | París (Francia)       | Medalla de bronce | –65 kg           |
| 1983               | Moscú ( URSS)         | Medalla de bronce | –65 kg           |
| 1987               | Essen (RFA)           | Medalla de bronce | –65 kg           |
| Campeonato Europeo |                       |                   |                  |
| Año                | Lugar                 | Medalla           | Categoría        |
| 1982               | Rostock (RDA)         | Medalla de bronce | –65 kg           |
| 1983               | París (Francia)       | Medalla de bronce | –65 kg           |
| 1986               | Belgrado (Yugoslavia) | Medalla de bronce | –65 kg           |